# Ortodox zsinagóga (Sopron)
A Paprét déli oldalán álló soproni ortodox zsinagógát Schiller János tervei alapján 1890–1891-ben emelték egy téglány alaprajzú, fésűsen beépített telken.

## Története
Az ortodox hitközséget 1873-ban alapította meg negyvennyolc, a hitközségből kiváló tag. Már az alakulás évében rabbit választottak: az első rabbi Grünwald Manó lett. A hitközség első elnöke Pollák Salamon volt, akit
- Fuehs Vilmos,
- Gellis Miksa,
- Frischmann Jakab,
- Wittmann Károly,
- Klaber Károly,
- Fuchs Jónás,
- Klaber Adolf,
- Klaber Ödön,
- Ullmann Henrik,
- Rosenberger Béla,
- Schiff Ödön,
- Friedmann Izidor, végül pedig
- Weiler Béla

követett az elnöki székben.
A kiváló és lelkes vezetőknek hála a hitközség gyorsan gyarapodott. Tagjainak száma csakhamar megkétszereződött, és a hagyományokat gondosan őrző intézményeket hozott létre. 1874-ben alapították a Talmud Tóra Iskolát, amit magánosok tartottak fenn a hitközség támogatásával. Ez 1923-ban új, modern berendezésű hajlékba költözött, amit Goldschmied Szigfried kezdeményezésére önkéntes adományokból létesítettek.
Az 1890–91-ben épült zsinagóga 23 800 forintba került; az építkezésre a hitközség kölcsönt vett fel.
A második világháború alatt az épületben és környékén gettót rendeztek be. 1944. június 29-én 1600 soproni zsidót (Zichronám livráchá - Emlékük legyen áldott) indítottak innen és a többi gettóból a Jacobi gyárba, ahol utoljára gettósították őket. A Jacobi gyárból a soproni Déli pályaudvarra terelték őket, és onnan indultak Auschwitzba 1944. július 5-én. Sopronból 1885 személyt szállítottak el. A zsinagógát a soproni zsidóság deportálásból visszatért tagjai (status quo ante és ortodoxok együtt) 1945 után még működtették egy ideig, 1956 óta azonban használaton kívül áll.
Utolsó rabbija Simon Jiszrael Posen (1894–1969) volt; ő túlélte a vészkorszakot, majd Amerikába menekült, és ott Bnei Shimon Yisroel of Sopron néven jesivát alapított.
Hazánk szovjet megszállását követően 1946-ban Czitron József volt hajdúböszörményi rabbit hívta meg a hitközség. Ő 1950-ig látta el ezt a feladatot. 1950-től veje, Krausz Arnold lett a soproni ortodox hitközség rabbija, egyben az utolsó rabbi Sopronban.
Az ingatlant a Kádár-rendszer éveiben a soproni TIT-nek ajándékozták, a társulat azonban nem hasznosította, és állaga már-már végzetesen leromlott. A műemlék jellegű épületet a soproni önkormányzat 2005 augusztusában vásárolta meg. A tervek szerint a kortárs képzőművészeknek teremtenek itt lehetőséget a bemutatkozásra.

## Az épületegyüttes
A szabadon álló, historizáló stílusú, előkertes, palatetős épületet a telek adottságaihoz igazodva emelték: homlokzata és a lépcsőházakat is tartalmazó előcsarnok a Paprét déli oldala felé néz, a nagyterem pedig a keleti és a nyugati telekhatárral párhuzamos. Így a tagolt épület tengelye a nagyterem és az előcsarnok-lépcsőház tömb határán megtörik.
A főépületet kontyolt nyeregtető, az előcsarnokot kupola, a homlokzaton rizalitként megjelenő lépcsőházakat pedig lapos kontyolt nyeregtető fedi. Az épületen – a tengelyeket határoló, falsávokkal megszakított osztópárkány, illetve a keleties hatású kupola alatti középrész kivételével ívsoros párkány fut körbe. A főépület főpárkányzata fogrovatos.
A rizalitok szélessége eltérő. A középrész és a rizalitok is kétszintesek. A kupola alatt vakárkádos attika húzódik.
Az alsó szint lábazatszerűen vakolt. A főhomlokzat félköríves ajtó- és ablaknyílásait befalazták. Az ajtó felett héber nyelvű felirat található. A szinteket fogrovatos osztópárkány választja el egymástól.
A rizalitokat kockafejezetű, pálcatagos ikerablakok, a középrészt három, különböző méretű, de egyaránt félkörívvel lezárt, kváderesen keretezett ablak töri át. A középrész attikáját kettő-három-kettő osztású vakárkádok tagolják; alattuk palmettasorral.
A főépület három-három tengelyes oldalhomlokzatait a sarkok mentén kettős, kváderesen képzett falsávok tagolják. Az oldalhomlokzatokat az osztópárkány alatt ikerablakok, felül egyosztatú ablakok törik át. Valamennyi ablak félkörívesen záródik,  kváderes keretezésük vállmagasságból indul.
A nyugati homlokzat középső tengelyének felső zónájában kváderezett keretű rózsaablak nyílt. A földszinten egyenesen záródó ajtó szakítja meg a falsávot.
A belső térben öntöttvas oszlopok tartják a női karzatot.
A zsinagógához tartozott az 1911-ben épített rituális fürdő, a pászkaház és az 1917-ben alapított jesiva is; ezek a mindmáig láthatók a Paprét oldalán a régi tanház épületében.
A zsinagóga tárgyaiból csak egy kézzelfogható emlék maradt: az eredeti óra, ami ma az ORZSE zsinagógájában látható.